# Кашкаров, Павел Константинович
Павел Константинович Кашкаров (род. 5 июня 1947, Москва, РСФСР) — советский и российский физик, специалист в области взаимодействия лазерного излучения с твёрдым телом и физики низкоразмерных структур. Доктор физико-математических наук, заведующий кафедрой общей физики и наноэлектроники, заслуженный профессор МГУ. Помощник президента Национального исследовательского центра «Курчатовский институт».

## Биография
В 1965—1971 годах обучался на физическом факультете МГУ им. М. В. Ломоносова. В 1975 году защитил диссертацию «Исследование медленных процессов в системе германий-двуокись германия» на соискание учёной степени кандидата физико-математических наук.
В 1980—1981 годах проходил стажировку в Массачусетском технологическом институте (Кембридж (Массачусетс), США).
В 1990 году защитил докторскую диссертацию «Лазерно-индуцированное дефектообразование в приповерхностных слоях полупроводников».
Автор 329 публикаций в ведущих российских и международных научных журналах. Индекс Хирша — 29.
С 1980 года подготовил 20 кандидатов наук.

## Награды
- Лауреат государственной премии Российской Федерации в области науки и техники (2002),
- Заслуженный профессор Московского университета (2004),
- Медаль ордена «За заслуги перед Отечеством» II степени (2005),
- лауреат премии имени М. В. Ломоносова МГУ за педагогическую деятельность (2006),
- Лауреат премии Правительства Российской Федерации в области образования (2012),
- Орден Александра Невского (2019).